# フラームス自由民主
フラームス自由民主（オランダ語：Vlaamse Liberalen en Democraten、略称:：VLD）は、ベルギーの政党。オランダ語系のフラマン語圏であるベルギー北部のフランデレン地域を基盤とする自由主義政党である。フラマン系自由党 と意訳されることも多い。
党の歴史は1846年に結成された 自由党（オランダ語：Liberale Partij、フランス語：Parti libéral）までさかのぼるが、1961年に 自由と進歩のための党（Partij voor Vrijheid en Vooruitgang／Parti de la Liberté et du Progrés、略称：PVV-PLP）に改称し、さらに1972年に北部のフランデレン地域の党と南部のワロン地域の党が分離した。PVVは人工妊娠中絶、安楽死、不倫、同性愛、男女同権といった社会問題において非常にリベラルな政治姿勢を採った。
1992年、ヒー・フェルホフスタットの下で党は現在の名称に改名した。1999年、フェルホフスタットはベルギーの首相となり、以降9年間にわたって社会党や環境政党のフルンなどとの連立政権を維持した。このあいだに党の経済政策は古典的自由主義から社会自由主義へと変容を遂げた。
2007年の総選挙では、下院である代議院では150議席のうち18議席を獲得した。また上院である元老院では71議席（王族を含まない）のうち9議席を有し、イヴ・ルテルム連立政権に参加する与党となった。
2010年の総選挙においては代議院で13議席を獲得した。しかし第1党となった新フラームス同盟が与党に加わらないとしたため、各党は連立政権をなかなか形成できず、政局は混迷した。結局、ワロン系社会党から党首のエリオ・ディルポが首相となるまで、535日を要した。
ディルポ政権にはフラームス自由民主も参加した。
2014年の総選挙においては代議院で14議席を獲得し、代議院における第5党となった。また、元老院では60議席のうち5議席を得て、シャルル・ミシェル連立政権の与党となった。
国内ではベルギー南部のワロン地域の自由主義政党である改革運動と密接な連携を保っている。またヨーロッパレベルでは欧州自由民主改革党に、世界レベルでは自由主義インターナショナルに加盟している。

## 歴代党首
- 1992–1995 ヒー・フェルホフスタット
- 1995–1997 ヘルマン・デ・クロー（英語版）
- 1997–1999 ヒー・フェルホフスタット
- 1999–2004 Karel De Gucht
- 2004 Dirk Sterckx
- 2004–2009 Bart Somers
- 2009 ヒー・フェルホフスタット
- 2009–2012 アレクサンダー・デ・クロー
- 2012 Vincent Van Quickenborne
- 2012–2020 Gwendolyn Rutten
- 2020–2023  エグベルト・ラハールト（オランダ語版）
- 2023–  トム・オンヘナ（オランダ語版）